# Малки тритони
Малките тритони (Lissotriton) са род земноводни от семейство Саламандрови (Salamandridae).
Таксонът е описан за пръв път от Томас Бел през 1839 година.

## Видове
- Lissotriton boscai – Испански тритон
- Lissotriton graecus – Гръцки малък тритон
- Lissotriton helveticus
- Lissotriton italicus
- Lissotriton kosswigi
- Lissotriton lantzi
- Lissotriton maltzani
- Lissotriton montandoni – Карпатски тритон
- Lissotriton schmidtleri – Малък тритон на Шмитлер
- Lissotriton vulgaris – Малък гребенест тритон